# Teodoro Bardají
Teodoro Bardají Mas (Binéfar, Huesca; 16 de mayo de 1882-Madrid, 6 de marzo de 1958) fue un profundo erudito y escritor culinario, además de cocinero y repostero. Publicó y participó en numerosas obras dedicadas a la cocina española durante los dos primeros tercios del siglo XX. Algunos autores mencionan que es el padre de la gastronomía española moderna. Defensor de la cocina española clásica en tiempos cuando la cocina francesa era la moda.

## Biografía

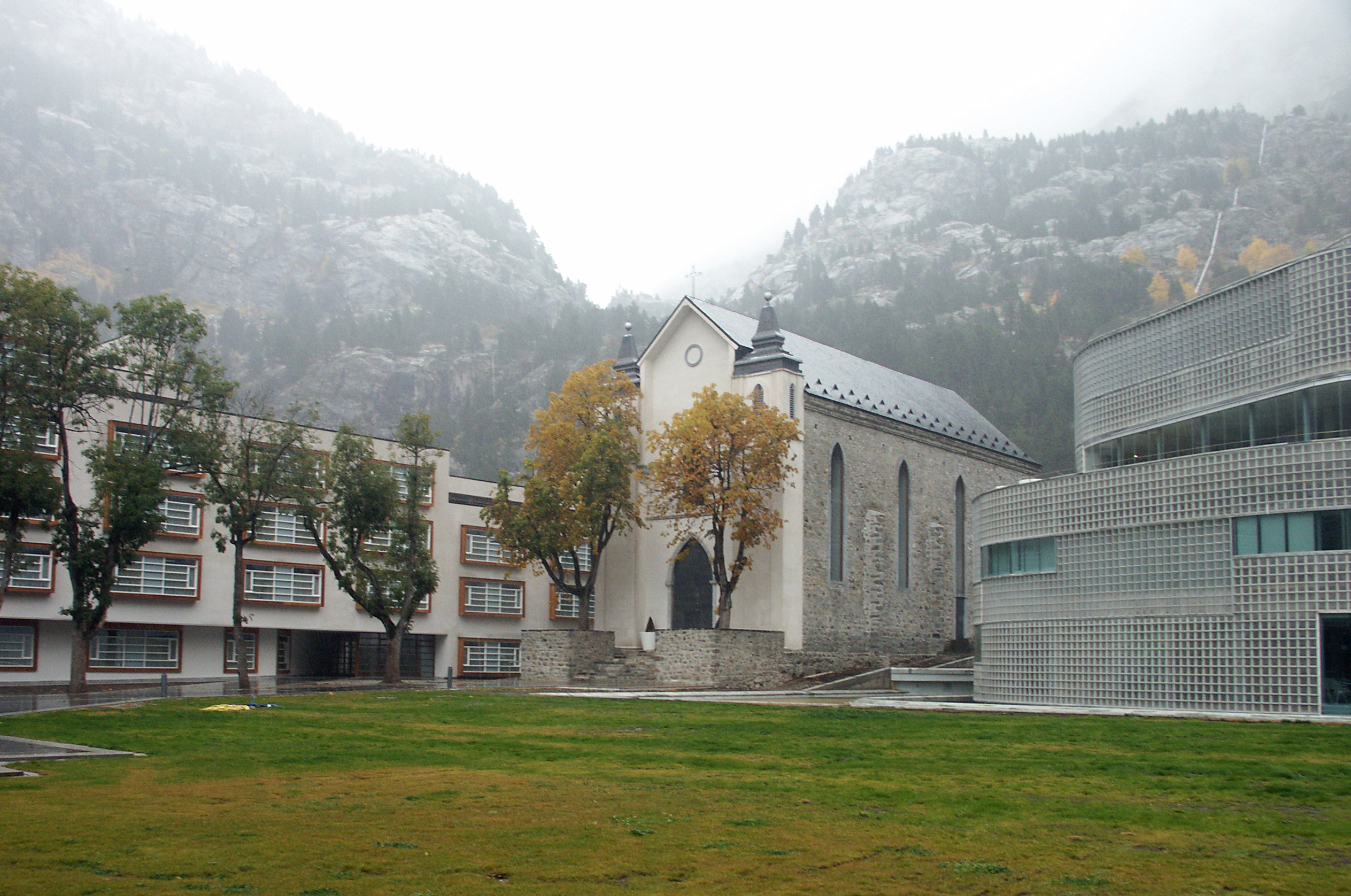
Teodoro Bardají trabajó en el Balneario de Panticosa

Teodoro Bardají nació en Binéfar (provincia de Huesca) en una familia humilde, donde era el mayor de tres hermanos. Su padre tenía un oficio relacionado con la gastronomía pues era confitero y en el año 1887 se trasladó a la Argentina y más tarde llevó a la familia. Allí fallece el padre y regresa a España el resto de la familia entre los años 1890-1895. A los 14 años de edad fue con sus tíos a Madrid para desempeñar distintas funciones en las cocinas del ducado, donde también trabajaban sus tíos. Posteriormente siguió el oficio de su padre y se hizo confitero, pasando a trabajar en La Mallorquina (pastelería ubicada en la puerta de sol de Madrid) durante tres años. Posteriormente ingresó como cocinero en las cocinas del Hotel "La Paix".
Hizo un viaje a Francia, lugar en el que pudo ampliar sus conocimientos del idioma así como de las costumbres culinarias del país. A su regreso a España trabajó durante algunas temporadas en las cocinas de diversos balnearios como el de Panticosa, Liérganes y Cestona.
Se hizo cargo de la comida inaugural del Hotel Oriente de Zaragoza.
Colaboró en la preparación de menús para la exposición Hispano-Francesa de 1908 celebrada en Zaragoza.
Tras el periodo zaragozano regresó a Madrid para trabajar en casa de la condesa Castañeda durante un año. Tras la muerte de la condesa heredó la cantidad de veinte mil pesetas. Teodoro fue el primer español en trabajar en la compañía internacional de coches-cama. Por aquella época empezó su amistad con el editor y gastrónomo Ignacio Doménech.
Fue jefe de cocina del Casino de Madrid y del Nuevo Club. Trabajó en el Palacio Real y prestó servicio para varios miembros de la nobleza.
En 1910 acabó como cocinero en el Ducado del Infantado (Joaquín de Arteaga y Echagüe), brigada de la cocina del Real Palacio, así como los servicios prestados en 1928 a una cena ofrecida por el rey don Alfonso XIII (de casi 200 cubiertos) con motivo de la apertura del primer Parador Nacional en Gredos. En 1929 recibió su primer premio por parte del «Sindicato Libre Profesional de Cocineros de Madrid».
Durante la guerra civil española pasó diversos incidentes (debido a su afiliación como "obrero católico") y sufrió la muerte de su hijo. Se refugió inicialmente en el País Vasco donde sufrió la muerte de su mujer, pronto volvió a ejercer sus labores como cocinero en Zaragoza en el «Hotel Oriente». Terminada la contienda regresó a Madrid a casa de los duques del Infantado.
En 1956 recibió la Medalla de Oro de la Grandeza Española en reconocimiento a su labor divulgadora de la cocina española.
El 6 de marzo de 1958 falleció en Madrid a los 75 años de edad.

## Conceptos

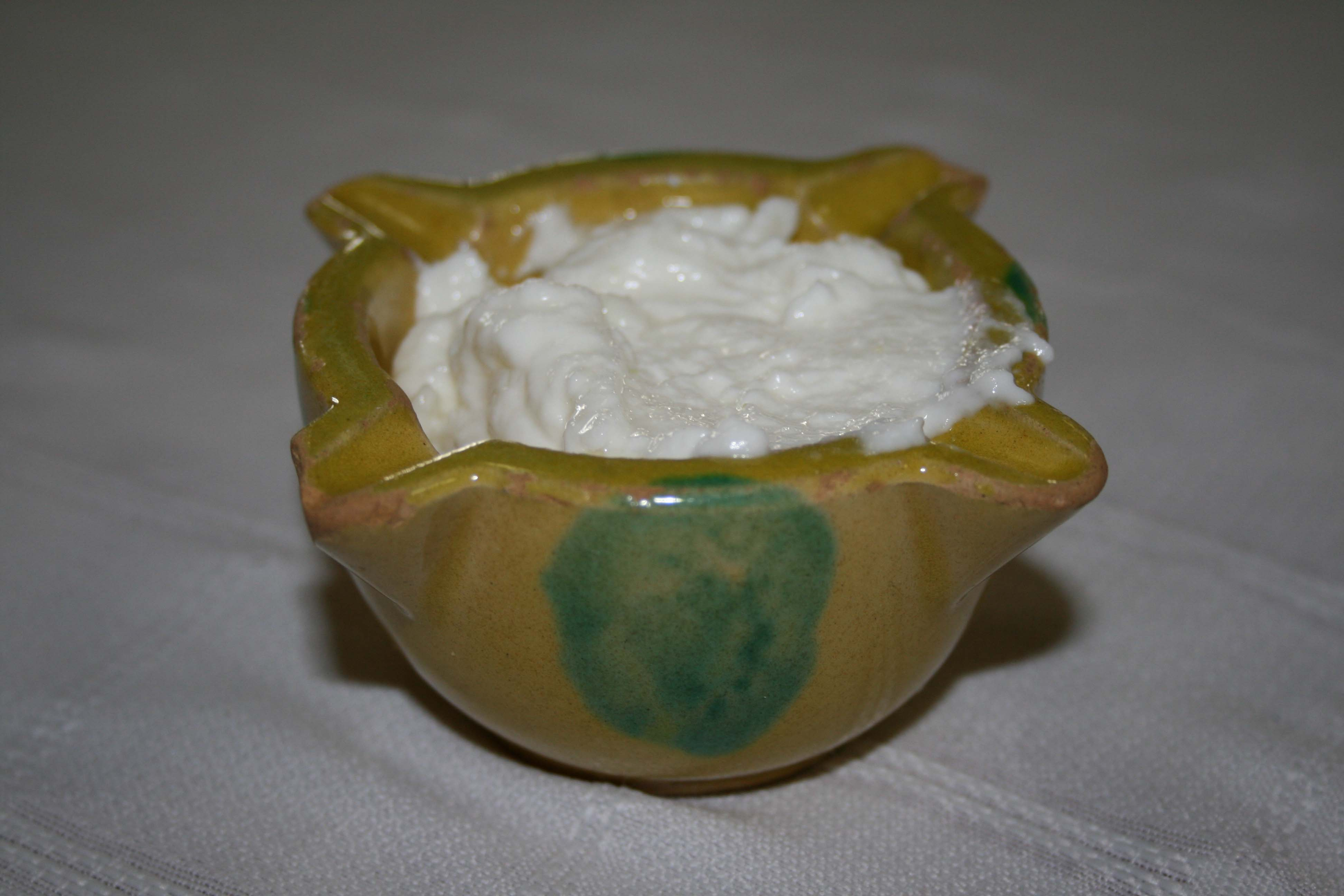
Alioli. Bardaji se hizo defensor del origen español de la mahonesa (nombre que defendió en varios de sus escritos). Consideraba a la mahonesa como hija legítima del alioli.

Teodoro Bardaji hizo un esfuerzo e insistió en que se empleara una terminología culinaria netamente española en el ámbito gastronómico. Esta lucha la mantuvo en la mayor parte de sus obras, intentando evitar los galicismos preponderantes en la literatura de la época. Esta idea le llevó a enaltecer literariamente la cocina española y a evitar en la medida de lo posible su mezcla con conceptos de otros países. Se dedicó a describir guisos y preparaciones puramente españoles. Su labor se centró en la modernización de la cocina española.
Reunió una de las mejores bibliotecas culinarias de su tiempo.

## Citas
La cocina es el más ingrato de los oficios; cualquier otro obrero tiene el mínimo consuelo, la pequeña vanidad que conforta el espíritu, de poder contemplar su obra, buena o mala; el cocinero tira todos los días por la ventana el fruto de su trabajo y, con él, pedazos de su espíritu, que nadie recoge y que todos olvidan, y, sin embargo, ¡cuántas inquietudes y cuántas horas de lucha y de trabajo hay en algunas pequeñeces que pasan inadvertidas!

La medicina es importantísima en el moderno arte culinario. Las comidas de régimen apropiado para cada individuo es uno de los puntos que con más cariño deben estudiar los cocineros dignos de tal nombre.

Teodoro Bardají pensaba que la química y la medicina deben ser aliadas. Con ambas se pueden dosificar y combinar los alimentos

de forma grata al paladar, agradable a la vista, digestible para el estómago y que reúna las cualidades necesarias para el sostenimiento de la economía.

## Obras
Teodoro Bardají escribió numerosos artículos en revistas especializadas con intención pedagógica.

### Artículos culinarios
- «La Cocina Elegante» (1904-1905)
- «El Gorro Blanco» (1906-1921 y 1921-1945)
- «Ellas» (1932-1936)
- «Paladar» (1933-1934)
- «La Confitería Española» (1930- )
- «España hotelera»
- «Unión del Arte culinario» (del que fue presidente del consejo de redacción)

### Libros
- Madrid, 1915 - El «Índice Culinario»
- Madrid, 1928 - «La Salsa Mahonesa» - Folleto reclamando la españolidad de la salsa mahonesa.
- Madrid, 1935 y 1955 - «La cocina de ellas»
- Madrid, 1944 y 1964 - «Cocina para fiestas»
- 1976, «Arte Culinario Práctico». Obra escrita tras su muerte con recopilatorio de recetas proedentes de diversas fuentes.